# Bundeswehr-Sportschuh

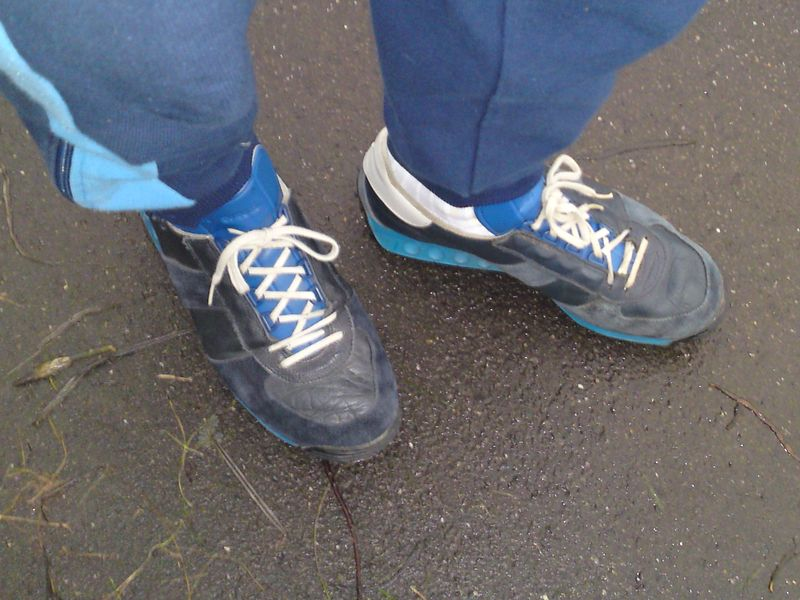
Bundeswehr-Sportschuhe „Gelände“

Bundeswehr-Sportschuhe sind Sneakers, die speziell für die Bundeswehr produziert werden. Sie gehören zum dienstlich bereitgestellten Sportanzug der Bundeswehr-Uniform. Insbesondere zwei Modelle sind in großen Stückzahlen hergestellt worden und sind fester Bestandteil der Alltagskultur. Die Schuhgröße wird in der Maßeinheit Mondopoint angegeben, allerdings ohne Fußbreite.  

## SportschuhHalle
Die weißen Hallensportschuhe ähneln dem Typ Adidas Samba. Sie sind auch als BW Army oder German Army Trainer (GAT) bekannt. Bis 1989 wurde rund eine halbe Million Paare des Bundeswehr-Sportschuhs „Halle“ produziert. Seit den 1990er Jahren werden sie in großem Umfang als ausgemusterte Militär-Restbestände verkauft. Die weite Verbreitung, das schlichte Design und der günstige Preis haben dazu beigetragen, dass der weiße GAT heute als Kult-Sneaker gilt. Der Modeschöpfer Martin Margiela hat ein Replikat dieses Typs als Luxus-Variante auf den Markt gebracht.  Auch Adidas selbst hat den Schuh neu aufgelegt und verkauft das Modell als BW Army.

## SportschuhGelände
Die blauen Laufschuhe ähneln dem Typ Puma Easy Rider II. Charakteristische Merkmale, die sowohl beim Bundeswehr-Sportschuh „Gelände“ als auch beim Puma Easy Rider II vorhanden sind, sind die zylindrischen Gumminoppen des Außensohlen-Profils sowie die Vertiefungen in Form von Kugelkalotten an den Seiten der Zwischensohle.